# Ringuta
Ringuta – wieś w Estonii, prowincji Rapla, w gminie Märjamaa.